# Дворец Беттанкур
Дворец Беттанкур (порт. Palácio Bettencourt, фр. Palais Bettencourt) — бывшая резиденция французской аристократической семьи Беттанкур, в настоящее время публичная библиотека и региональный архив в городе Ангра-ду-Эроишму (Асориш, Португалия). Входит в исторический центр Ангра-ду-Эроишму, объект Всемирного наследия ЮНЕСКО.

## История
Строительство дворца аристакратической французской семьи Беттанкур проходило в конце XVII — начале XVIII веков. В XVIII—XIX века произошли изменения интерьера и экстерьера здания. После пожара в Епископальном дворце 31 июля 1885 года епископ перенёс свою резиденцию во дворец. Из-за эпидемии тифа в семинарии при монастыре Сан-Франциско лицей Ангры был перенесен во дворец, при этом епископ перенёс свою резиденцию в другое здание. В 1913 году лицей был возвращён монастырю. В XX веке фасад дворца был реконструирован и в 1956 году во дворце была открыта библиотека. В 1951—1969 годы здесь располагался Музей Ангра-ду-Эроишму, разделяя здание с Архивом округа, прежде чем был переведён в свое нынешнее здание. Дворец включён в исторический центр города Ангра-ду-Эроишму, объект Всемирного наследия ЮНЕСКО.

## Архитектура
Здание расположено в центре Ангры-ду-Эроишму, на небольшом склоне. К югу находится небольшой сад с прямоугольным крылом, а спереди находится собор Сантиссимо-Сальвадор; вокруг него расположены различные резиденции, представляющие значительный архитектурный интерес, включая дворец Виоланте Кастро. Главный вход обрамлён и украшен резным камнем и увенчан большим прямоугольным картушем с гербом семьи Бетанкур. Архитектура здания соответствует дворянской резиденции XVII века с неправильным Г-образным планом, включающем прямоугольную башню с двухэтажным фасадом, разделённым фризами и с пилястровыми углами. Здание богато украшено декоративными элементами из базальта, включая рамы, прямоугольные окна и дверь. Главный фасад отмечен панорамными окнами на первом этаже и несколькими фризами и карнизами над гербом семьи. Интерьер включает центральный вестибюль, открытый спереди арочным входом над пилястрами, от которого проходит лестница.
- Внешний вид и интерьер дворца
- Вид с улицы
- Парадная дверь
- Фамильный герб Беттанкуров
- Интерьер
- Библиотека
- Лестница